# Melanésios
Os melanésios são os povos indígenas da Melanésia, cujo território se estende da Nova Guiné até às Ilhas Fiji. A maior parte da população fala uma das línguas austronésias (principalmente aquelas pertencentes ao ramo da Oceania) ou das línguas papuas. O crioulo também é falado na região, como tok pisin, hiri motu, pijin, bislamá e malaio papua.

## Origem e genética
Os habitantes originais do grupo de ilhas que agora são a Papua-Nova Guiné e Ilhas Salomão são os ancestrais dos papuas. O leste da Melanésia, que inclui Vanuatu, Nova Caledônia e Fiji, foram originalmente habitados pelos austronésios e posteriormente pelos melanésios, que deram origem à cultura lapita. Eles parecem ter ocupado as ilhas do extremo leste e as principais ilhas das Ilhas Salomão, incluindo Makira e possivelmente outras ilhas menores ainda mais ao leste.
Os austronésios que viviam nas ilhas ao norte e nordeste da Nova Guiné há mais de 3 mil anos entraram em contato com as populações falantes de papua. Ao longo do século XX, alguns intelectuais teorizaram que houve um longo período de interação entre os dois grupos, que resultaram em mudanças complexas em suas genéticas, línguas e culturas. Foi proposto que, a partir desta área, um pequeno grupo de falantes de uma das línguas austronésias partiu do leste e eventualmente se transformou nos polinésios. Normalmente a população melanésia é classificada em dois grandes grupos, a partir de diferenças em linguagem, cultura e ancestralidade genética. Eles são os grupos falantes de papua e austronésio.

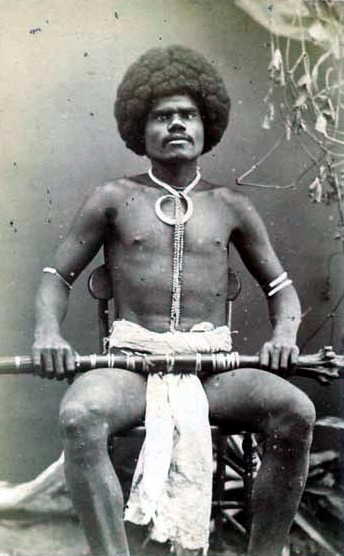
Guerreiro da montanha fijiano; fotografia de Francis Herbert Dufty dos anos 1870

Esta teoria foi revista em um estudo feito em 2010, onde foram avaliados mapeamentos genéticos e mais de 800 marcadores genéticos dentre a grande variedade dos povos do Pacífico. Foi descoberto que nem os polinésios ou os micronésios têm muitas relações genéticas com os melanésios. Ambos os grupos estão fortemente relacionados aos povos do leste asiático, especialmente os aborígenes de Taiwan. Parece que, quando os ancestrais dos polinésios desenvolveram a navegação por jangadas, saíram do leste asiático, passaram pelo território melanésio rapidamente e continuaram se movendo ainda mais ao leste, onde se estabeleceram. Eles deixaram pouca evidência genética na Melanésia, já que eles cruzaram apenas com uma parcela modesta da população local. Mesmo assim, o estudo encontrou uma pequena assinatura genética austronésia (abaixo de 20%) em menos da metade dos grupos melanésios que falavam uma língua austronésia, e não encontrou nada nos grupos falantes de papua.
O estudo encontrou uma grande diferença e diversidade genética entre os grupos que viviam nas ilhas melanésias, com as populações não se distinguindo apenas pelas ilhas em que moravam, mas também por língua, topografia e o tamanho da ilha. Esta diversidade se desenvolveu a partir das dezenas de milhares de anos desde o assentamento inicial da região, e também pela chegada recente dos ancestrais dos polinésios às ilhas. Foi descoberto que os grupos falantes de papua eram os mais diversos, com os grupos falantes de austronésio que viviam na região costeira eram mais misturados.
Devido a descoberta de outras raças e subespécies de Homo erectus no século XX, as análises de DNA levaram as pesquisas sobre a população melanésia a outras direções. Baseado nos estudos genéticos feitos com o Denisova hominin, um hominídeo descoberto em 2010, Svante Pääbo afirma que os hominídeos originários da Melanésia cruzaram com humanos na Ásia. Ele descobriu que a população da Nova Guiné compartilha 4%–7% do seu genoma com os denisovanos, que seria um indicador da hipótese. Os denisovanos são considerados primos dos neandertais. Há um consenso que ambos os grupos saíram da África, com os neandertais migrando para a Europa e os denisovanos migrando cada vez mais ao leste há cerca de 40 mil anos. Sabe-se disso à partir de evidências genéticas extraídas de um fóssil encontrado na Sibéria. Já as evidências colhidas na Melanésia aponta que seu território se estendia até o sudeste asiático, onde surgiram os ancestrais dos melanésios.
Os melanésios de certas ilhas são uma das poucas populações não europeias e a única população de pele escura fora da Austrália conhecida por ter cabelo loiro. O gene TYRP1 é o responsável pela característica, que não é o mesmo gene responsável pelo cabelo loiro na população europeia.

## História da classificação

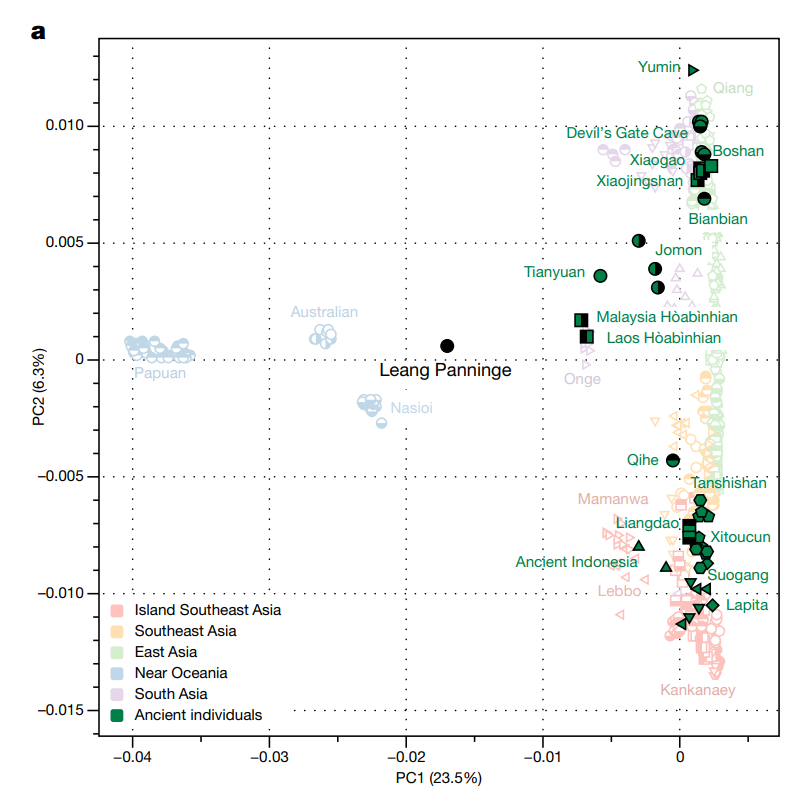
ACP calculado a partir de indivíduos contemporâneos e antigos do leste da Eurásia e Oceania. PC1 (23.8%) distingue os leste-eurasianos e os australo-melanésios, enquanto PC2 (6.3%) diferencia os leste-eurasianos dos polos norte e sul.

Os primeiros exploradores europeus registraram as diferenças físicas dos moradores das ilhas do Pacífico. Em 1756, Charles de Brosses teorizou que havia uma "antiga raça negra" no Pacífico que foram conquistados ou derrotados pelos povos do que hoje é a Polinésia, que eram distintos por terem uma pigmentação de pele mais clara. Em 1825, Jean Baptiste Bory de Saint-Vincent criou um modelo mais elaborado, com 15 raças. Ele descreveu os habitantes do que hoje é a Melanésia comos os mélaniens, um grupo racial distinto do australiano e o neptuniano (polinésio).

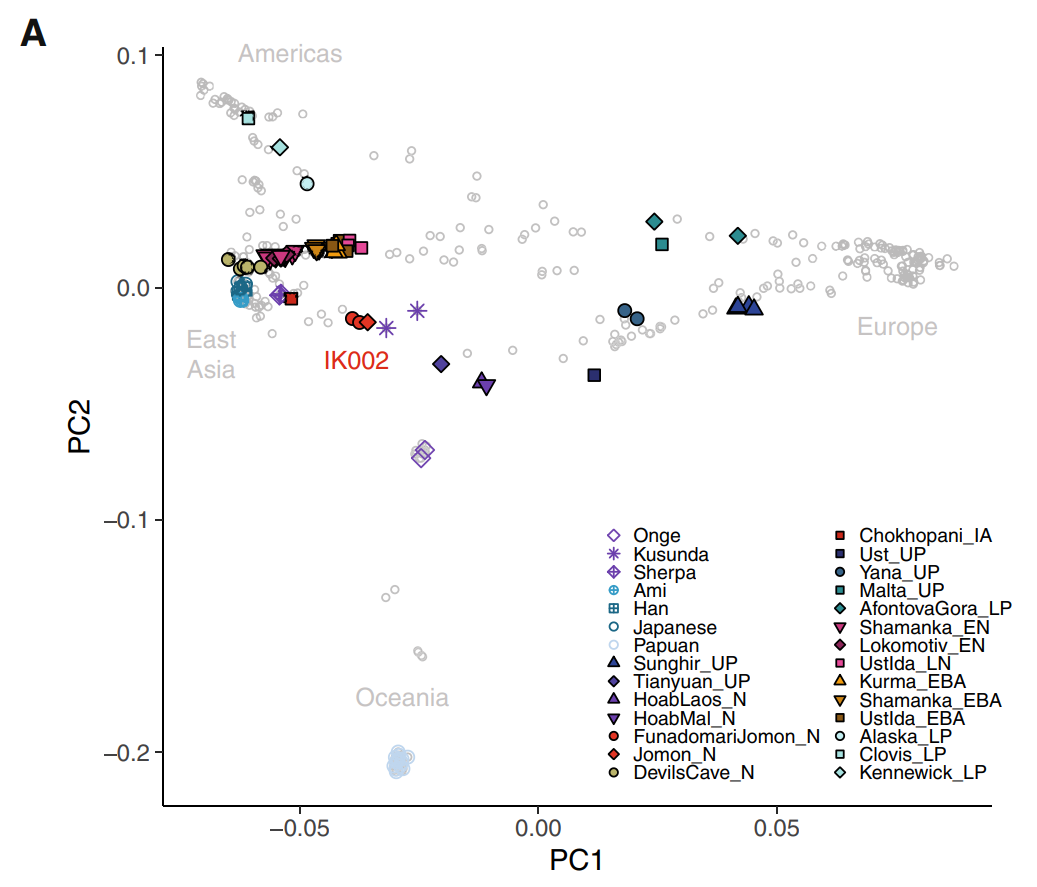
ACP calculado a partir de indivíduos contemporâneos e antigos da população global. Habitantes da Oceania (aborígenes australianos e papuas) são os que mais se diferenciam dos eurásios e dos eurásios do oeste.

Em 1832, Dumont d'Urville expandiu e simplificou muito de seu trabalho anterior. Ele classificou os povos da Oceania em quatro grupos raciais: malaios, polinésios, micronésios e melanésios. O modelo de d'Urville se diferencia dos de Brosses e Saint-Vicent ao usar o termo melanésios ao invés de mélaniens. A palavra vem do grego μέλας, preto, e νῆσος, ilha, significando ilha das pessoas pretas. 
Bory de Saint-Vincent distinguiu os mélaniens dos indígenas australianos. Dumont D'Urville combinou os dois povos em apenas um. 
Soares et al. (2008) argumentou através de amostras de DNA mitocondrial que a Sondalândia surgiu no Sudeste Asiático antes do Holoceno. O modelo de que os melanésios teriam vindo de Taiwan foi questionado por um estudo da Universidade de Leeds publicado na  Molecular Biology and Evolution. O exame de linhas de DNA mitocondrial mostrou que ele esteve evoluindo no Sudeste Asiático mais rapidamente do que o anteriormente previsto. Os ancestrais dos polinésios chegaram no arquipélago de Bismarck, na Papua Nova Guiné, ao menos 6 mil a 8 mil anos atrás.
A análise do cromossomo Y paternal feita por Kayser et al. (2000) mostrou que os polinésios possuem uma mistura substancial de genes melanésios. Uma continuação do estudo feita por Kayser et al. (2008) revelou que 21% do pool genético autossômico dos polinésios são de origem melanésia, com os outros 79% sendo de origem no Leste Asiático. Um estudo feito por Friedlaender et al. (2008) confirmou que os polinésios são geneticamente próximos dos micronésios, aborígenes taiwaneses e habitantes do Leste Asiático se comparado aos melanésios. O estudo concluiu que os polinésios passaram rapidamente pela Melanésia, permitindo que apenas uma quantidade reduzida de mistura entre os austronésios e os melanésios acontecesse. Portanto, as altas frequências do gene B4a1a1 são resultado de uma flutuação que representa os poucos descendentes de mulheres do Leste Asiático.

## Línguas e traços culturais austronésios

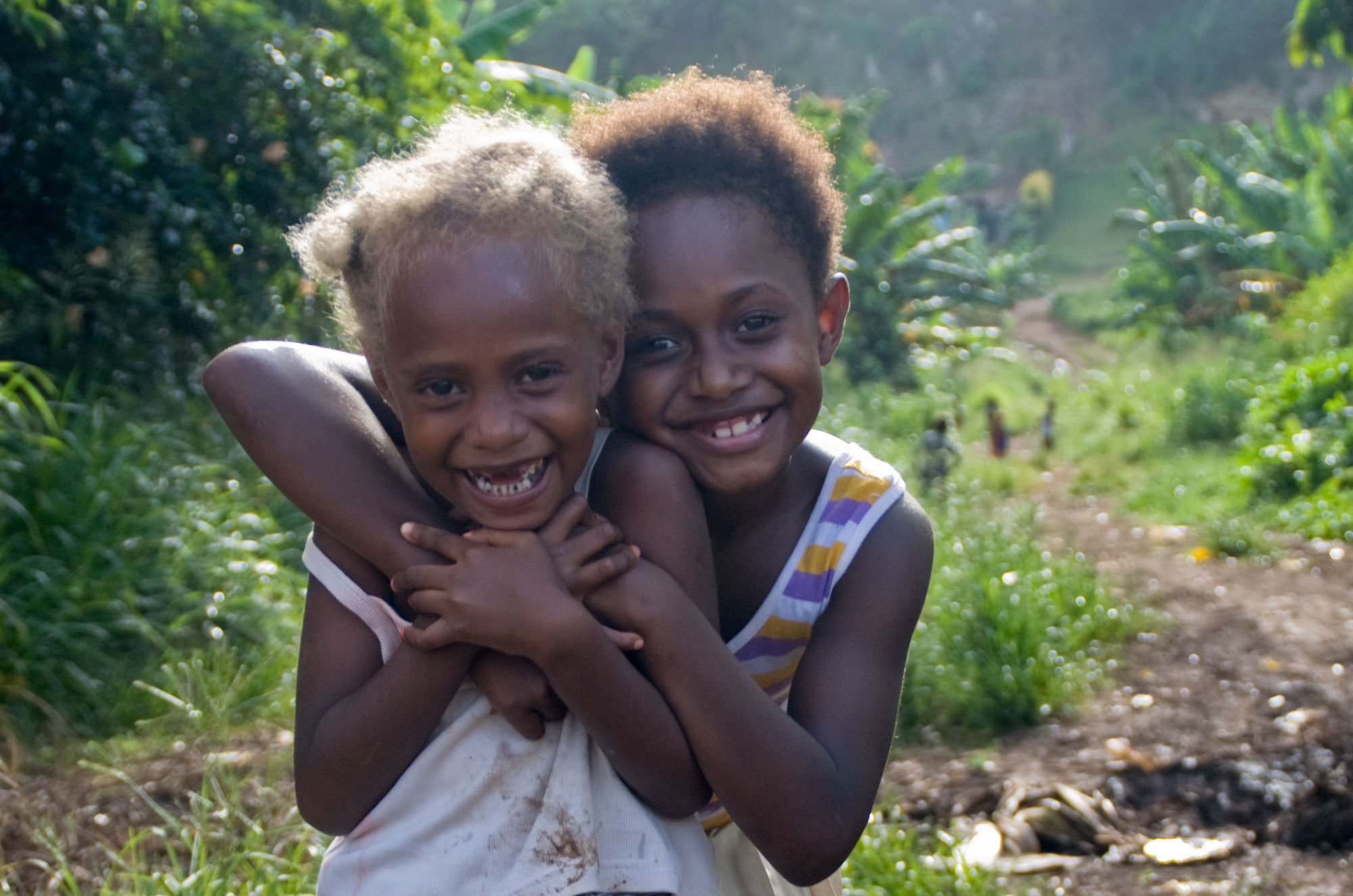
Uma garota de Vanuatu com cabelo loiro

As línguas e traços culturais austronésios foram introduzidos há 3,5 mil anos por imigrações de austronésios vindos das costas norte e sudeste e de algumas ilhas da Papua Nova Guiné. Com o passar do tempo, houve grandes e complexas mudanças na genética, línguas e culturas locais.
Antes, havia sido postulado que um pequeno grupo de pessoas falantes das línguas austronésias migraram ao leste e se tornaram os descendentes dos polinésios. Mas a teoria foi questionada por um estudo publicado pela Universidade de Temple que descobriu que os polinésios e os micronésios possuem pouca relação genética com os melanésios. Pelo contrário, foram identificadas diversas distinções entre os povos que habitam as ilhas Melanésias.
Foram encontrados laços genéticos entre os povos da Oceania. Os polinésios são dominados pelo macro-haplogrupo C (ADN-Y), que é uma linhagem minoritária na Melanésia e possui uma frequência muito baixa se comparado com o dominante K2b1 (ADN-Y). Uma minoria significante deles pertence ao típico haplogrupo do homem do Leste Asiático, o O-M175.
Alguns estudos recentes sugerem que todos os humanos fora da África subsaariana interagiu com alguns dos genes de neandertal, e os melanésios são os únicos humanos contemporâneos cujos ancestrais pré-históricos cruzaram com os denisovanos, com quem compartilham de 4%–6% de seu genoma.

## Incidência do cabelo loiro na Melanésia
O cabelo loiro é raro em populações não-europeias. A característica evoluiu de forma independente na Melanésia, onde os melanésios de algumas das ilhas, junto com alguns aborígenes australianos, são as unicas populações com incidência de cabelo loiro que não são europeus. O alelo responsável pela característica é o TYRP1, que é único a essas populações e se diferencia do gene europeu. Assim como na Europa, a incidência de cabelo loiro é maior em crianças, já que ele tende a escurecer com o crescimento da pessoa.

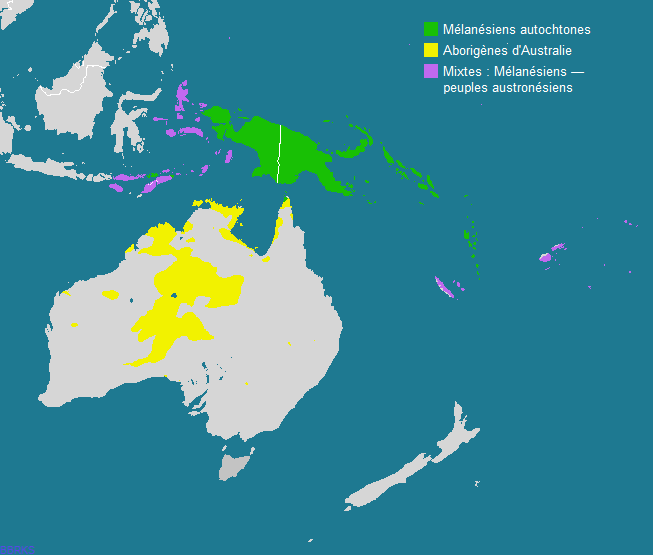
Mapa da área dos australo-melanésios.

## Áreas melanésias na Oceania
As áreas melanésias predominantes na Oceania incluem a Nova Guiné e as ilhas em sua volta, como as Ilhas Salomão, Vanuatu e Fiji. Pela maior parte da história, a Nova Caledônia e as Ilhas da Lealdade foi habitada majoritariamente pelos melanésios, mas a população caiu em 43% por causa das imigrações recentes.
O maior país e com a maior habitação melanésia é a Papua-Nova Guiné. A maior cidade melanésia é Porto Moresby, com cerca de 318 mil habitantes. A metade oeste da Nova Guiné é parte da Indonésia, e é habitado predominantemente pelos papuas, com uma minoria de pessoas vindas de outras partes do país.
Na Austrália, em 30 de junho de 2016, a população total dos nativos do Estreito de Torres, um povo melanésio, era cerca de 38,7 mil pessoas que se identificaram apenas como nativos do Estreito de Torres, e 32,2 mil pessoas que se identificavam tanto como nativo do Estreito de Torres e como aborígene australiano.